# Eros Ramazzotti
Eros Luciano Walter Ramazzotti Molina (Roma, 28 de outubro de 1963) é um cantor, compositor, e músico italiano.

## Biografia
Nascido no bairro romano de Cinecittà, desde cedo revelou uma paixão instintiva pela música. Com apenas oito anos, recebeu a sua primeira guitarra das mãos de seu pai, ele próprio um cantor com algum sucesso em Itália. Aos dezoito anos, e já depois de ter decidido abandonar os estudos e tornar-se músico profissional, participou no concurso Voci Nuove di Castrocaro (Novas Vozes de Castrocaro) com a canção "Rock 80". Não venceu o concurso, mas logo chamou a atenção da pequena editora italiana DDD (Drogueria Di Drugolo), com a qual assinou o seu primeiro contrato discográfico.
Em 1982 estreou-se nas gravações com o single "Ad Un Amico", ao mesmo tempo que refinava o talento com o seu instrumento de eleição, a guitarra.
Em 1984, venceu o Festival de Sanremo na secção de "Novas Vozes" (Voci Nuove) com a balada "Terra Promessa". Na edição seguinte do mesmo certame, interpretou o tema "Una Storia Importante", que foi incluído no seu álbum de estreia, Cuori Agitati de 1985.
Em 1986, foi o vencedor absoluto do mesmo certame com o tema "Adesso Tu", confirmando uma popularidade crescente, não só em Itália, mas também em alguns países da Europa. A canção foi incluída no álbum Nuovi Eroi de 1986, que registou ainda o tema-título como grande êxito. Seguiu-se In Certi Momenti de 1987, que contou com a participação da cantora britânica Patsi Kensit no tema "La Luce Buona Delle Stelle" e consagrou o cantor no mercado europeu. A digressão que se seguiu fez dele o primeiro artista italiano a actuar perante mais de um milhão de espectadores ao longo de cerca de nove meses. Em 1988, lançou o mini-álbum Musica È, que superou as vendas do seu antecessor.
Após dois anos afastado dos palcos, lançou, em 1990, In Ogni Senso, trabalho que incluiu os clássicos "Cantico" e "Se Bastasse Una Canzone". A longa digressão que se seguiu teve como resultado a edição do registo ao vivo Eros in Concert de 1991. In Ogni Senso proporcionou-lhe ainda o primeiro concerto nos EUA, no esgotado Radio City Music Hall de Nova York.
O ano de 1993 marcou a definitiva afirmação mundial do cantor, com a edição de Tutte Storie, trabalho que atingiu o topo da maioria das tabelas de vendas europeias graças a êxitos como "Cose Della Vita", "A Mezza Via", "Un'altra Te" e "Memorie". O videoclip de "Cose Della Vita" foi realizado por Spike Lee. Após a digressão que promoveu o disco, o cantor regressou a Itália onde concebeu o evento musical Trio, no qual foi protagonista ao lado de Pino Daniele e Jovanotti. Durante este período fundou a sua própria empresa de representação, a Radiorama, e assinou um novo contrato com a editora BMG International. Durante o verão de 1995, participou no Summer Festival, um festival musical que levou a sete estádios europeus artistas como Rod Stewart, Elton John e Joe Cocker, entre outros.
Em Maio de 1996, lançou Dove C'è Musica, o seu oitavo longa-duração e o primeiro inteiramente produzido por si. Este trabalho incluiu os sucessos "Più Bella Cosa" e "L' Aurora", vendeu mais de sete milhões de cópias em todo o mundo e proporcionou-lhe o prémio MTV Europe para Melhor Artista Italiano. Neste período escreveu, para a interpretação de Joe Cocker, o tema "That's All I Need to Know".
No ano seguinte, lançou a colectânea dos seus maiores êxitos, intitulada Eros, que incluiu 16 temas, cinco dos quais em versão original (entre eles "Favola", "L'Aurora" e "Piu' Bella Cosa"), sete regravados (de "Terra Promessa" a "Adesso Tu") e dois inéditos:"Quanto Amore Sei" e "Ancora Un Minuto Di Sole". O álbum contou ainda com os duetos "Musica È?" e "Cose Della Vita/Can't Stop Loving You" com Andrea Bocelli e Tina Turner, respectivamente.
Em Maio de 1998, participou no evento Pavarotti and Friends, no qual cantou o clássico "Se Bastasse Una Canzone" ao lado do tenor italiano. Após a edição, em Outubro, do registo ao vivo Eros Live, Ramazotti foi galardoado em Hamburgo com o prémio Echo na categoria de Melhor Artista Masculino Internacional. Em 2000, Eros Ramazzotti regressou com um álbum de originais intitulado Stilelibero, do qual fizeram parte os êxitos "Fuoco Nel Fuoco" e "Piu Che Puoi", este em dueto com Cher. No mesmo ano, colaborou, como produtor e co-autor, no álbum de Gianni Morandi Come Fa Bene L'amore. Em 15 de Julho de 2001 actuou em Lisboa, num concerto integrado na digressão promocional de Stilelibero.
O cantor italiano regressou aos álbuns de estúdio, com o disco 9 (2003), onde deu continuidade ao seu estilo pop, cantado em italiano. O registo não teve grande expressão nas tabelas de vendas. Ainda nesse ano, chegaram às lojas duas edições especiais: um CD duplo gravado ao vivo, Eros Ramazzotti Live e o Greatest Hits, reunindo os principais êxitos gravados na BMG.

## Vida Pessoal
Em 1998, Eros se casou com a atriz e modelo suíça Michelle Hunziker, eles tem uma filha chamada Aurora nascida em 1996. O casal se divorciou em 2002.
Eros demonstrava tristeza nas entrevistas, na época em que se separou de Michelle.
Famoso por sua personalidade desconfiada, o cantor raramente fala sobre suas questões pessoais em público e assumidamente tem poucos amigos a quem conta seus segredos. Assim, embora seu nome seja visto frequentemente em sites de fofoca, a maior parte das informações divulgadas sobre sua vida pessoal nunca foram confirmadas por ele.
Em 2009 iniciou uma relação com a modelo Marica Pellegrinelli, de quem tem uma filha, Rafaela Maria. Casou-se com  Marica Pellegrinelli em 6 de junho de 2014. No ano seguinte, nascia o segundo filho do casal. O menino se chama Gabrio Tulio.
Em junho de 2019, Eros e Marica se separaram e em setembro Marica é flagrada aos beijos com um jovem empresário, reforçando que realmente não tem volta com o cantor. Enquanto isso, Eros segue sozinho.

## Discografia

### Álbuns de estúdio
- Cuori Agitati (1985)
- Nuovi eroi / Héroes de hoy (1986)
- In certi momenti / En ciertos momentos (1987)
- Musica è / Música es (1988)
- In ogni senso / En todos los sentidos (1990)
- Tutte storie / Todo historias (1993)
- Dove c'è musica / Donde hay música (1996)
- Stile Libero / Estilo libre (2000)
- 9 (2003)
- Calma apparente / Calma aparente (2005)
- Ali e radici / Alas y raíces (2009)
- Noi / Somos (2012)
- Perfetto / Perfecto (2015)
- Vita Ce N’è / Hay Vida (2018)

### Ao vivo
- Eros in concert (1991)
- Eros live (1998)
- 21.00: Eros Live World Tour 2009/2010 (2010)

### Compilações
- Eros (1997)
- e² (2007)
- Eros Best Love Songs (2012)
- "Eros 30" (2014)

## Videografia
- In Giro Per Il Mondo (VHS, 1991)
- Stilelibero (DVD, 2001)
- Eros Roma live (DVD, 2004)
- 21:00 - Eros Live World Tour 2009/2010 (DVD)
- Eros Cinecittà Live (2013) (DVD)